# Hilario Durán

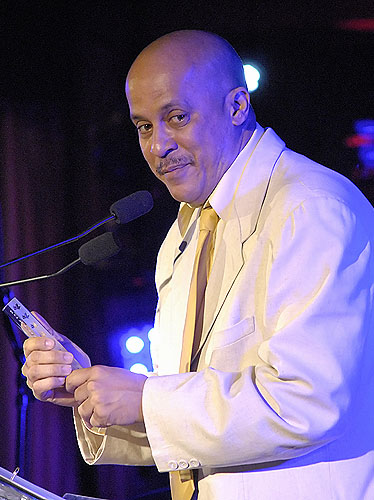
Hilario Durán (2008)

Hilario Luis Durán Torres (* 1953 in Havanna) ist ein seit langem in Toronto lebender kubanischer Musiker (Piano, Keyboard), Arrangeur, Komponist und Bandleader des Latin Jazz.

## Biographie
Hilario Durán war zu Beginn seiner Karriere stark von der kubanischen Musik von Ernesto Lecuona, Frank Emilio Flynn und Peruchin beeinflusst. Er studierte und graduierte am Amadeo Roldan Konservatorium in Havanna, wo er Chucho Valdés, Paquito D’Rivera und Gonzalo Rubalcaba begegnete. Mit seiner ersten Band namens Los D'Siempre wandte er sich von der traditionellen kubanischen Musik ab und spielte Jazz.
Seine Profikarriere begann er als Mitglied der Band des Trompeters Arturo Sandoval, der von 1981 bis 1990 angehörte. Bei den zahlreichen Tourneen arbeitete er auch mit Dizzy Gillespies United Nations Orchestra und Michel Legrand zusammen. 1990 gründete er seine eigene Formation Perspectiva, mit der er Tourneen durch Lateinamerika und Europa unternahm. 1991 arbeitete er mit Jane Bunnett (Spirits of Havana). 1995 löste er seine Band nach einer Europatournee auf und widmete sich Solo-Projekten; 1996 entstand sein Album Francisco’s Song gefolgt von Killer Tumbao (1997), bei denen er mit kubanischen Musikern wie Tata Güines und Changuito spielte.
Ende der 1990er Jahre zog Durán nach Kanada und ist Mitglied der Jazz-Abteilung am Humber College in Toronto, wo er Piano und Ensemblespiel unterrichtet. Daneben arbeitet er seitdem in verschiedenen Projekten, etwa auf dem Modern Drummer Festival mit Horacio „El Negro“ Hernández, John Patitucci und Michael Brecker. 2001 trat er auf dem Barranquilla Jazz Festival in Kolumbien auf, u. a. in einer Band mit Dave Valentin, Juan Pablo Torres, John Benitez und „Patato“ Valdés. 2002 arbeitete er als Pianist und Komponist mit Paquito D’ Rivera, Regina Carter und der brasilianischen Sängerin Leny Andrade, mit denen er im World Festival Orchestra im New Jersey Performing Arts Center auftrat. 2005 stellte er mit kubanischen und kanadischen Musikern eine Big Band zusammen, die auf mehreren Torontoer Jazzfestivals gastierte. 2006 wirkte er bei dem Album Loose der Sängerin Nelly Furtado mit.
Als Komponist arbeitet Durán in den 2000er Jahren mit den klassischen Ensembles Gryphon Trio und dem Quartetto Gelato. In dieser Zeit spielte er auch mit dem russischen Globalis Sinfonieorchester, mit dem er Arrangements von Roberto Occhipinti spielte. 2003 wurde er erstmals für den Juno Award nominiert; 2005 gewann er den Preis für sein Album New Danzon. Seine Komposition „I Remember Mingus“ wurde für die Grammy Awards 2024 in der Kategorie Bestes Instrumental- oder A-cappella-Arrangement nominiert.

## Diskographische Hinweise
- Francisco's Song (Justin Time Records, 1996)
- Killer Tumbao (Justin Time, 1997)
- Habana Nocturna (Justin Time, 1999)
- New danzon (Alma, 2005)
- Encuentro en la Habana (Alma, 2006)
- Motion (Alma, 2010)